# Falkia canescens
Falkia canescens är en vindeväxtart som beskrevs av Charles Henry Wright. Falkia canescens ingår i släktet Falkia och familjen vindeväxter. Inga underarter finns listade i Catalogue of Life.